# 센다이 공항역
센다이 공항역(일본어: 仙台空港駅, せんだいくうこうえき)은 일본 미야기현 나토리시에 있는 역이다. 센다이 공항과 연결되어 있다.

## 역사
- 2007년 3월 18일: 영업 개시.
- 2011년
  - 3월 11일: 도호쿠 지방 태평양 해역 지진(동일본 대지진)에 의한 해일로 역사 및 주변 선로에 괴멸적 피해를 받아 운행 중지, 버스 대행 실시.
  - 10월 1일: 운전 재개하여 전 구간 복구.

## 역 구조
1면 2선의 두단식 승강장을 갖고 고가역에서, 승강장과 대합실이 함께 2층에 있다. 역사는 공항 터미널 남쪽에 설치되어 터미널 2층과 연결 통로로 이어진다. 자동 매표기와 자동 개찰기(모두 Suica 및 상호 이용 대상 교통계 IC카드 대응), 자동 정산기(IC카드 비대응)가 설치된 역이다. 일본어・영어・중국어・한국어의 발차 안내 방송이 있어 발차 멜로디가 도입되었다.
승강장과 공항 터미널 빌딩 사이는 배리어 프리화가 이루어져 있어 거리가 짧고 거의 문턱을 지나지 않는 형태로 왕래하고 있다.

### 승강장
| 1・2 | 센다이 공항선 | 나토리・센다이 방면 |

## 역 주변
- 센다이 공항

## 사진

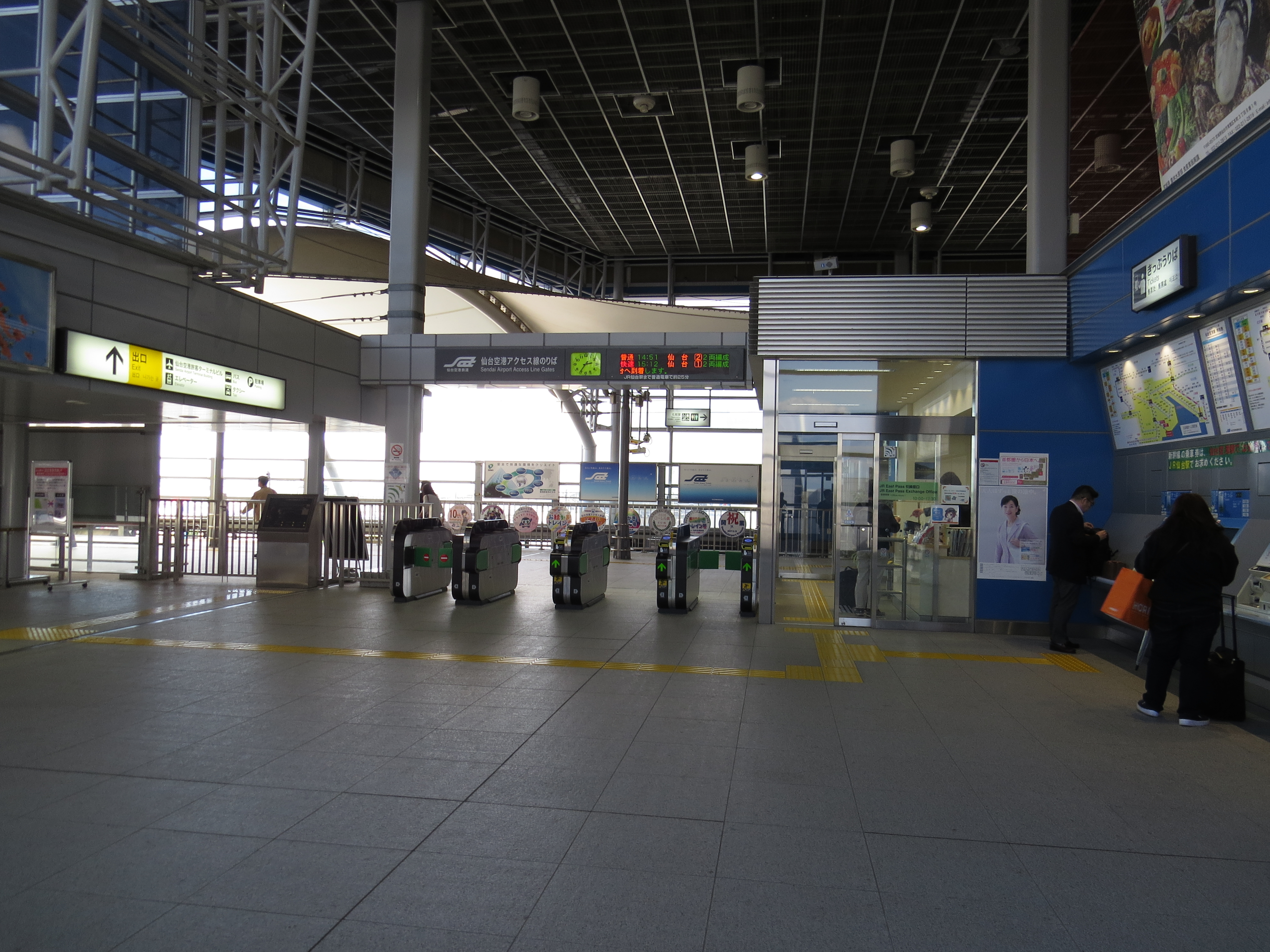
개찰구
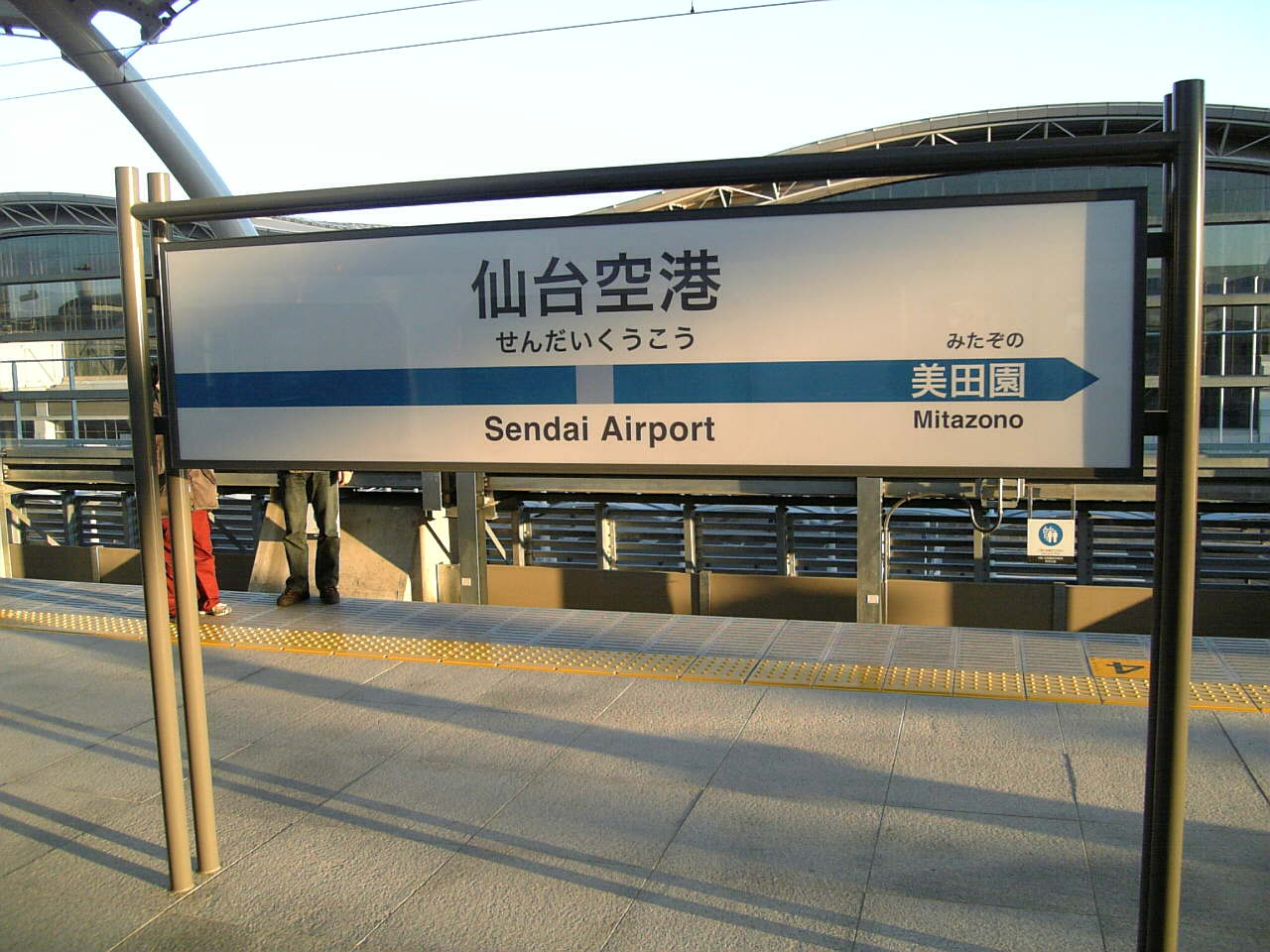
역명판

## 인접역
| 동일본 여객 철도 ■ 센다이 공항선 | 동일본 여객 철도 ■ 센다이 공항선 | 동일본 여객 철도 ■ 센다이 공항선 |
| -------------------------------- | -------------------------------- | -------------------------------- |
| 나토리 센다이 방면               | ● 쾌속                           | 시·종착역                        |
| 미타조노 센다이 방면             | ● 보통                           | 시·종착역                        |